# Miniatura araba
Per miniatura araba si intendono piccoli dipinti su carta, di solito illustrazioni di libri o manoscritti, ma a volte anche opere d'arte a sé stanti. La prima, della quale si ha notizia, venne prodotta intorno all'anno 1000, ma la tecnica si sviluppò poi fiorentemente intorno al 1200.
Tra gli artisti arabi di questo denere di arte si ricorda Ismail al-Jazari, che illustrò il suo Libro della conoscenza dei geniali dispositivi meccanici.

## Galleria d'immagini

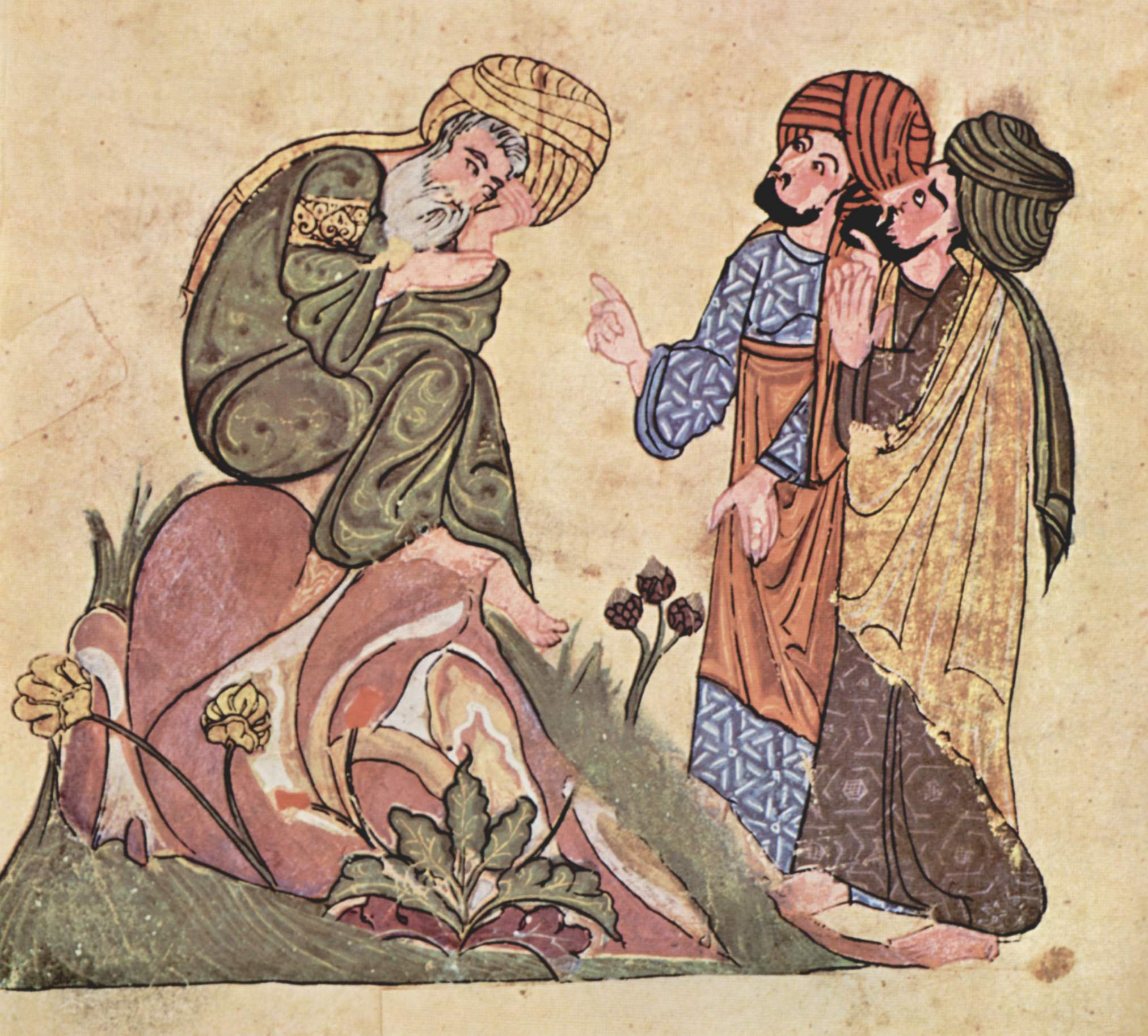
Kitāb mukhtār al-ḥikam di Al-Mubashshir ibn Fatik, manoscritto del XIII secolo
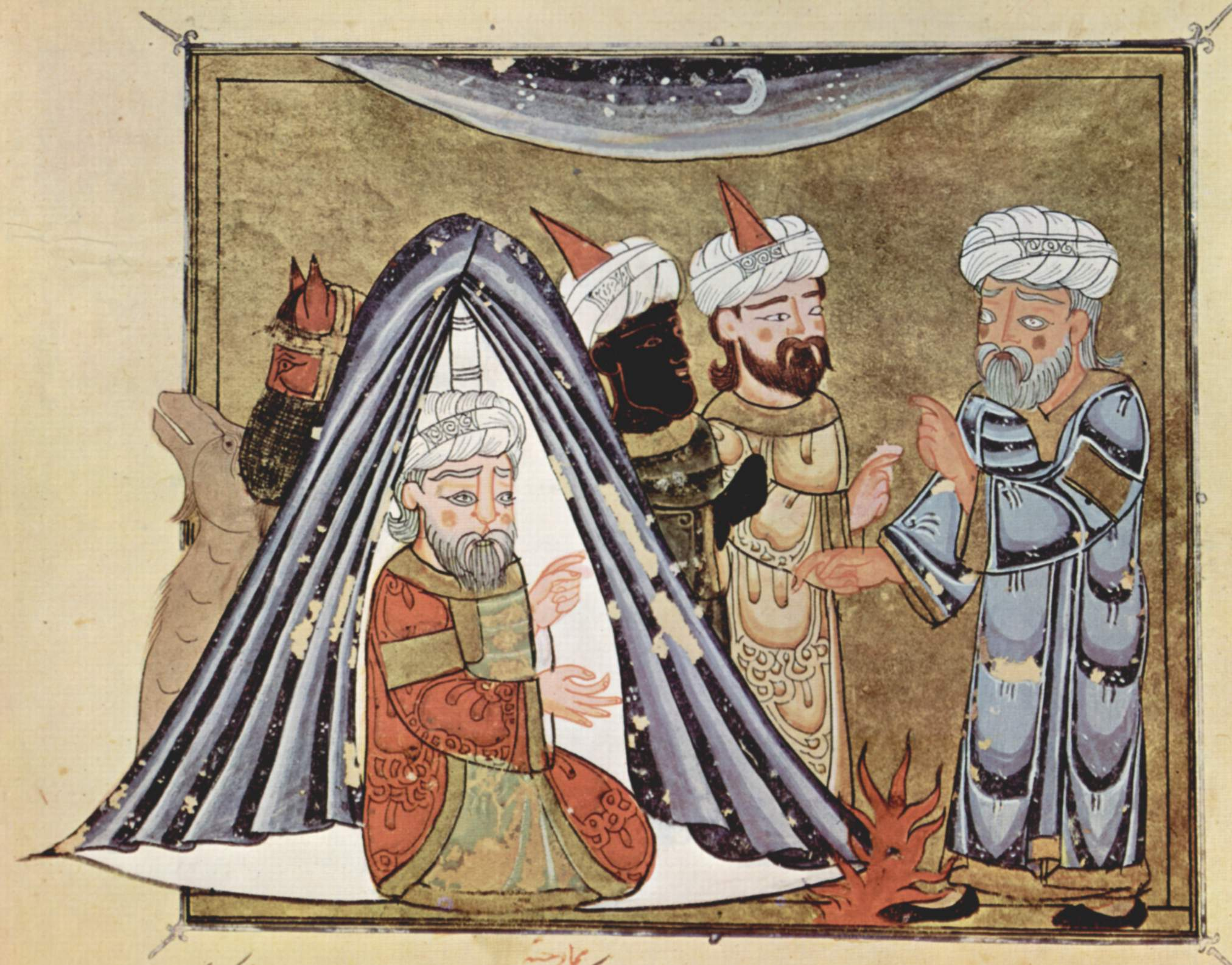
Miniatura araba con Harith Gassani
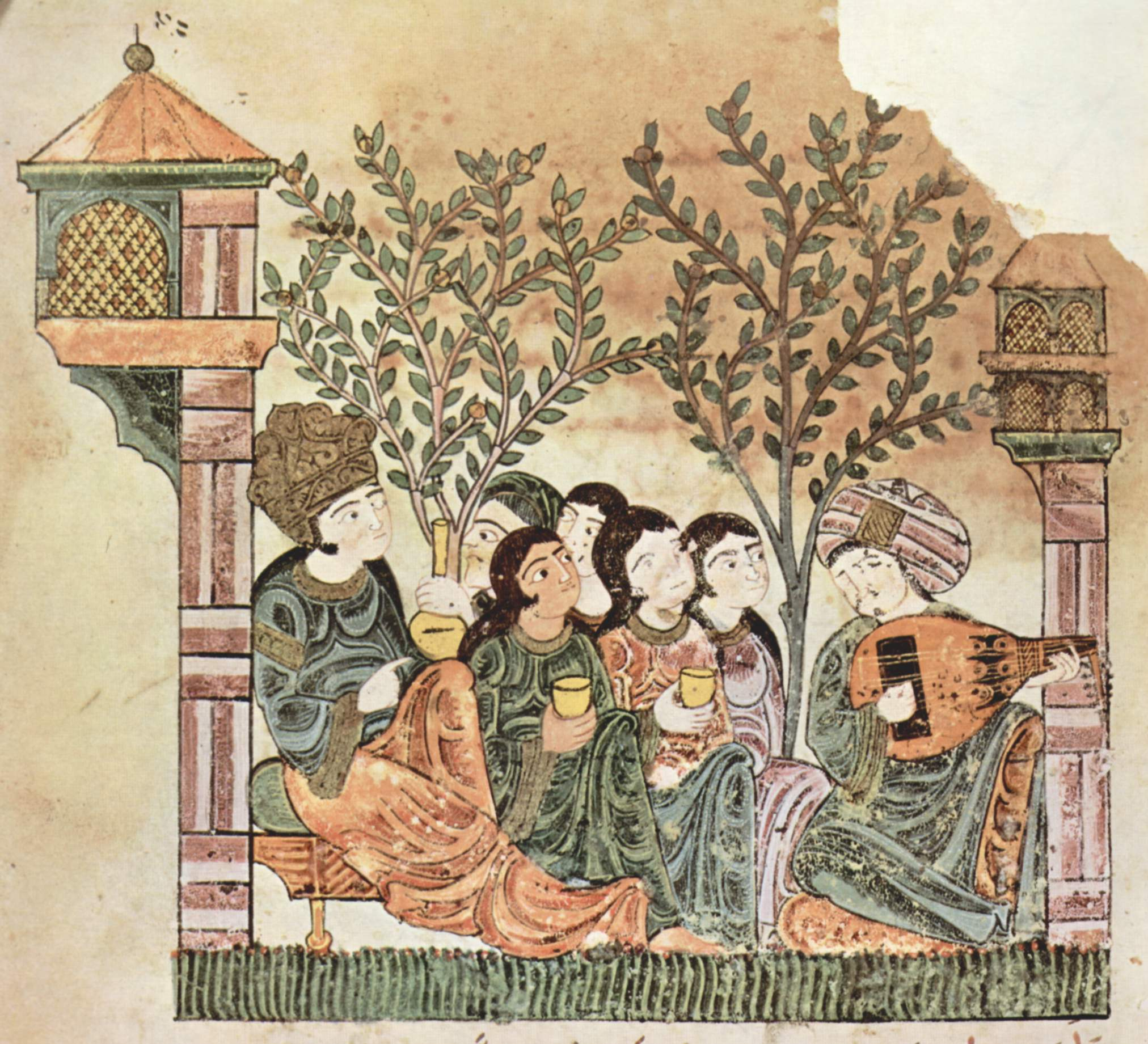
Hadith Bayad wa Riyad, manoscritto miniato di al-Andalus
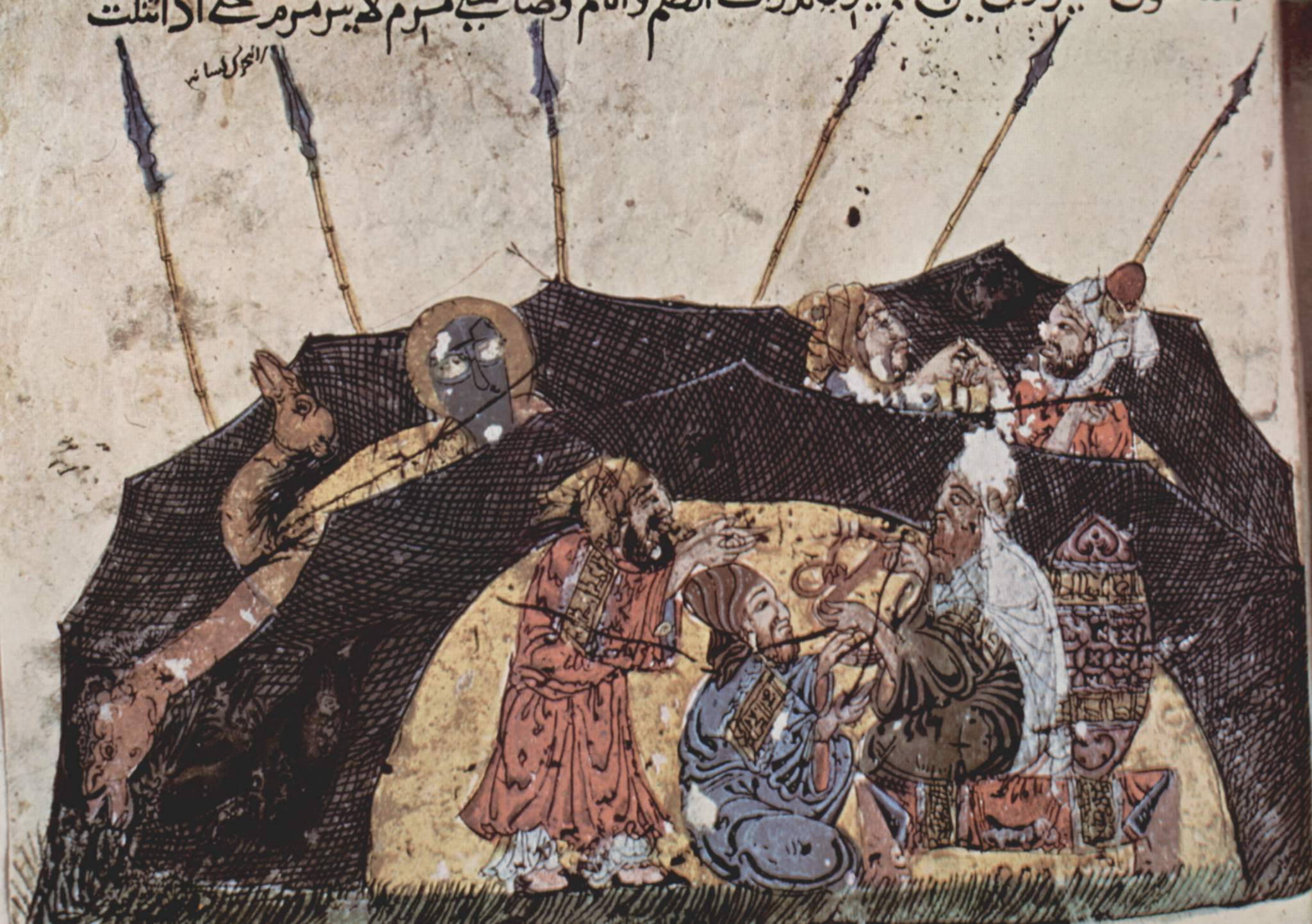
Maqāmāt di al-Hariri, (43° maqam) La storia del viaggiatore perduto
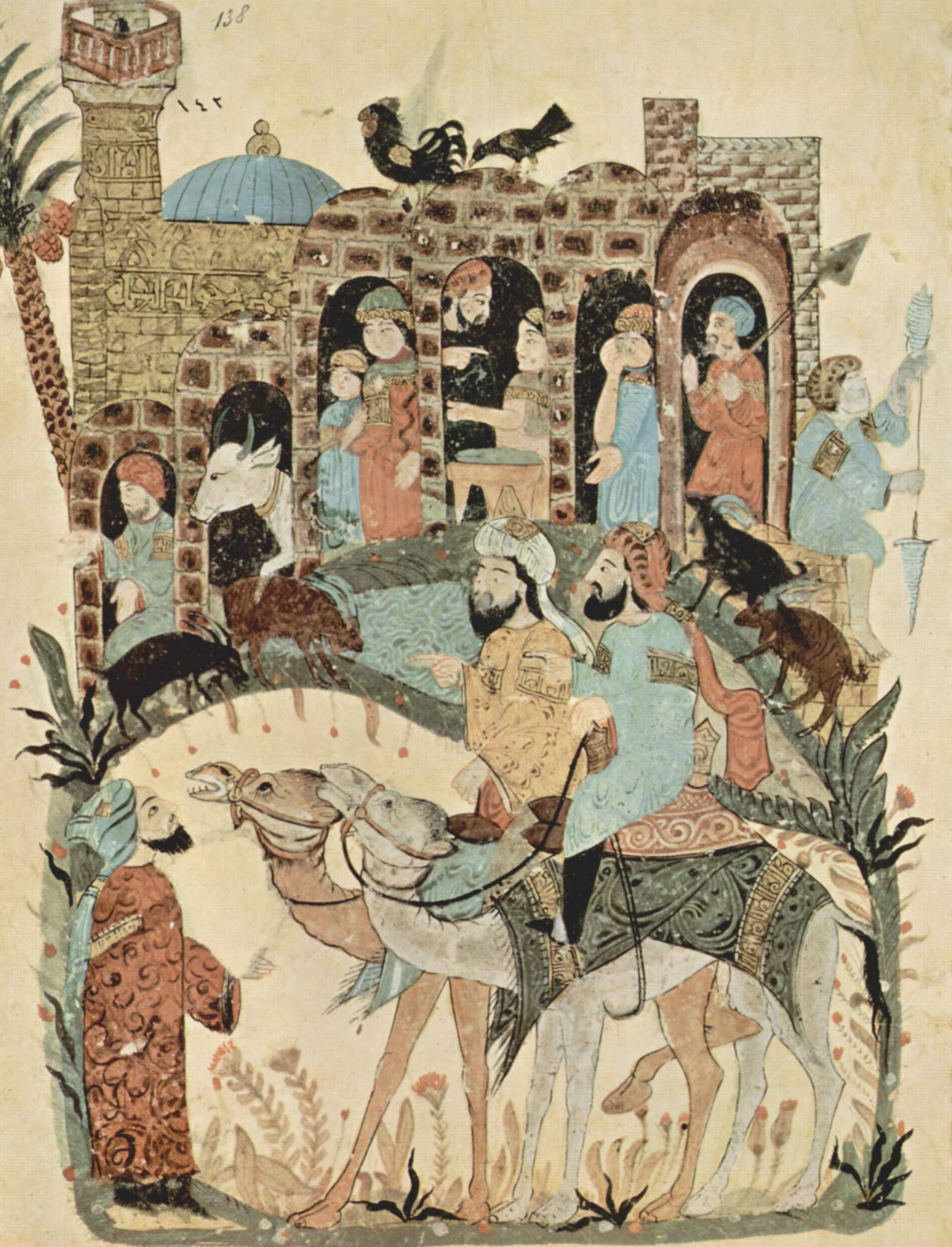
Maqāmāt di al-Hariri. Scena di villaggio con animali di Yahya ibn Mahmud al-Wasiti
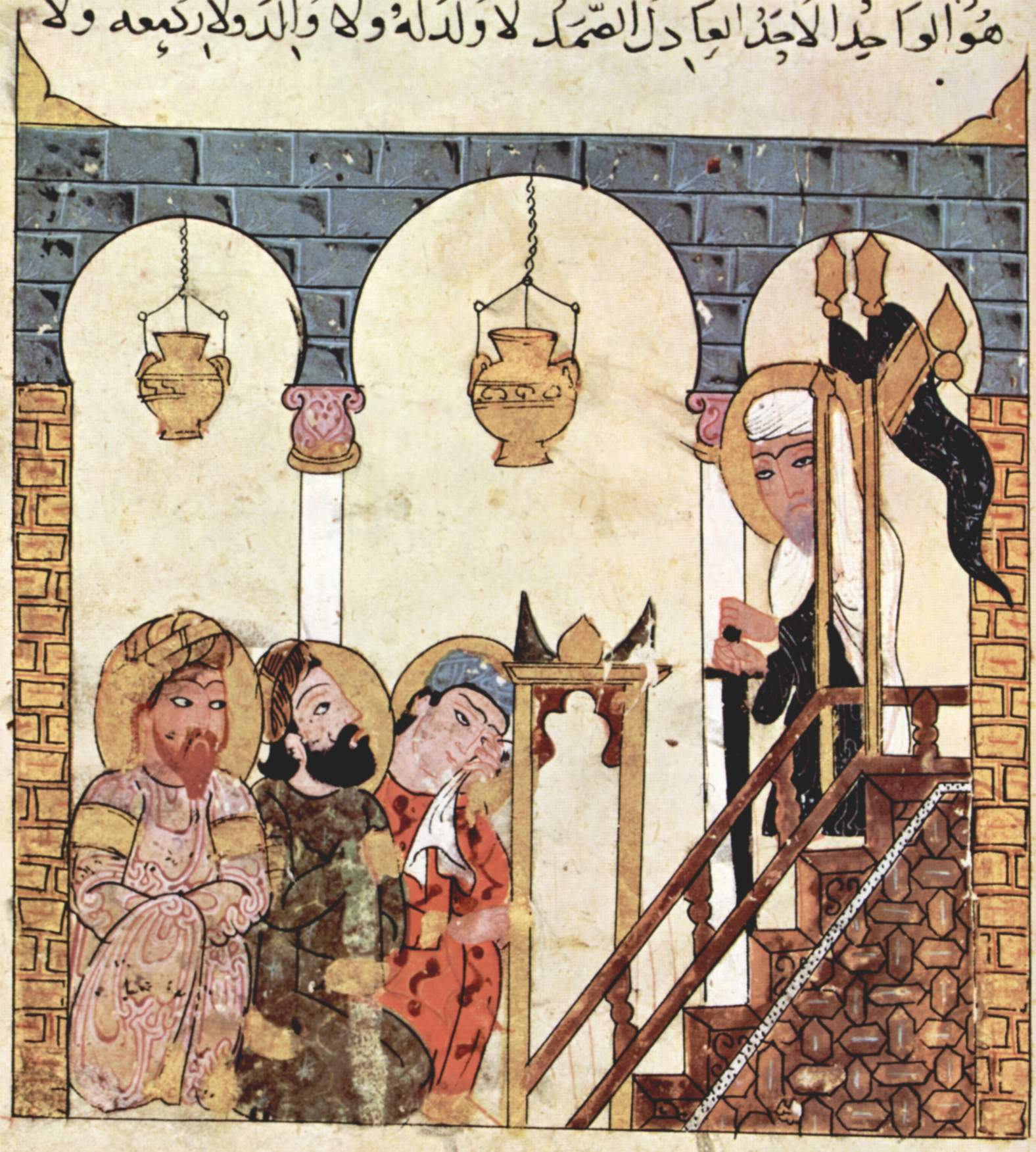
Abû Zayd predica nella moschea di Samarcanda, intorno al 1300. Maqāmāt di al-Hariri manoscritto siriano
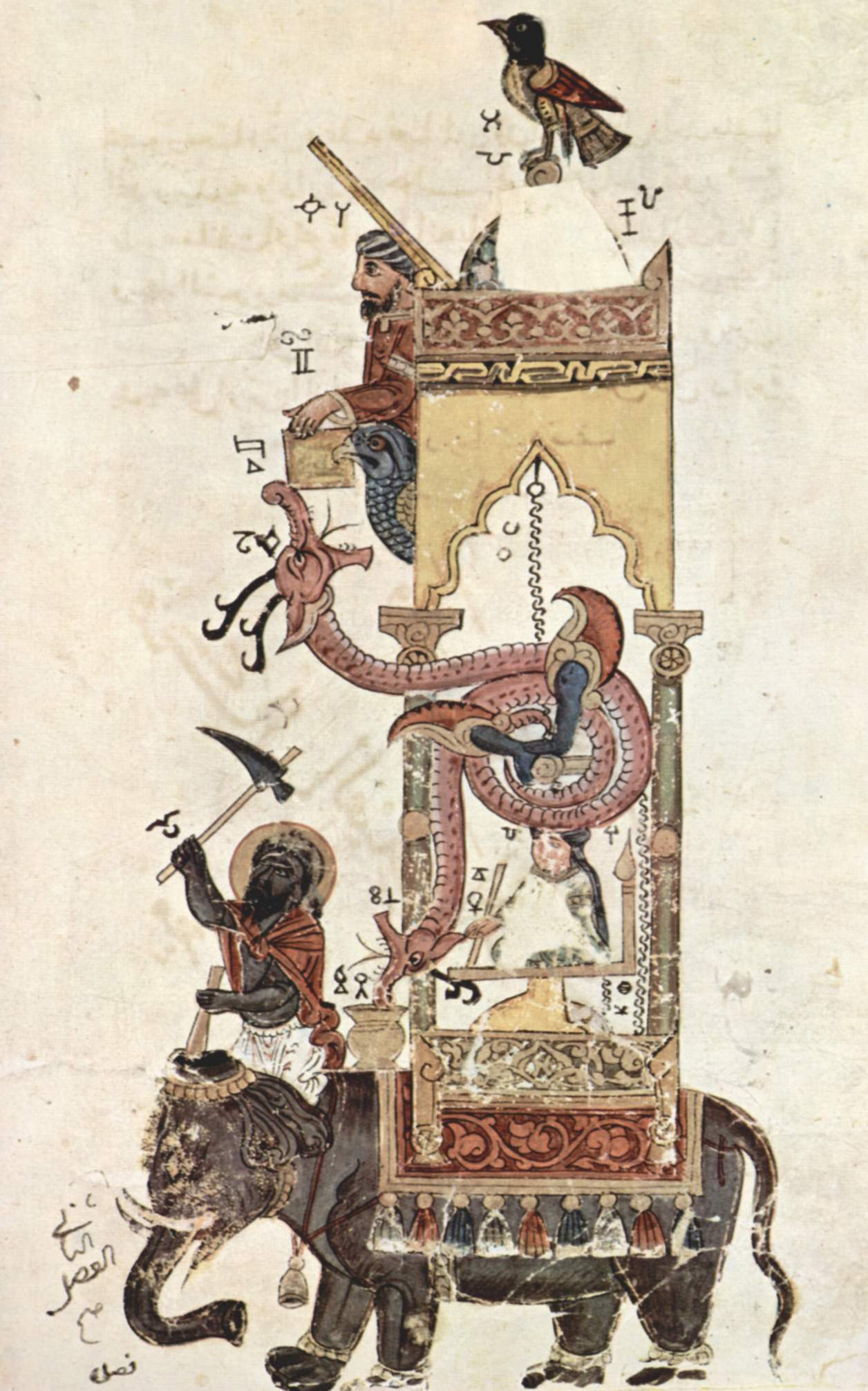
Orologio con elefante di al-Jazari
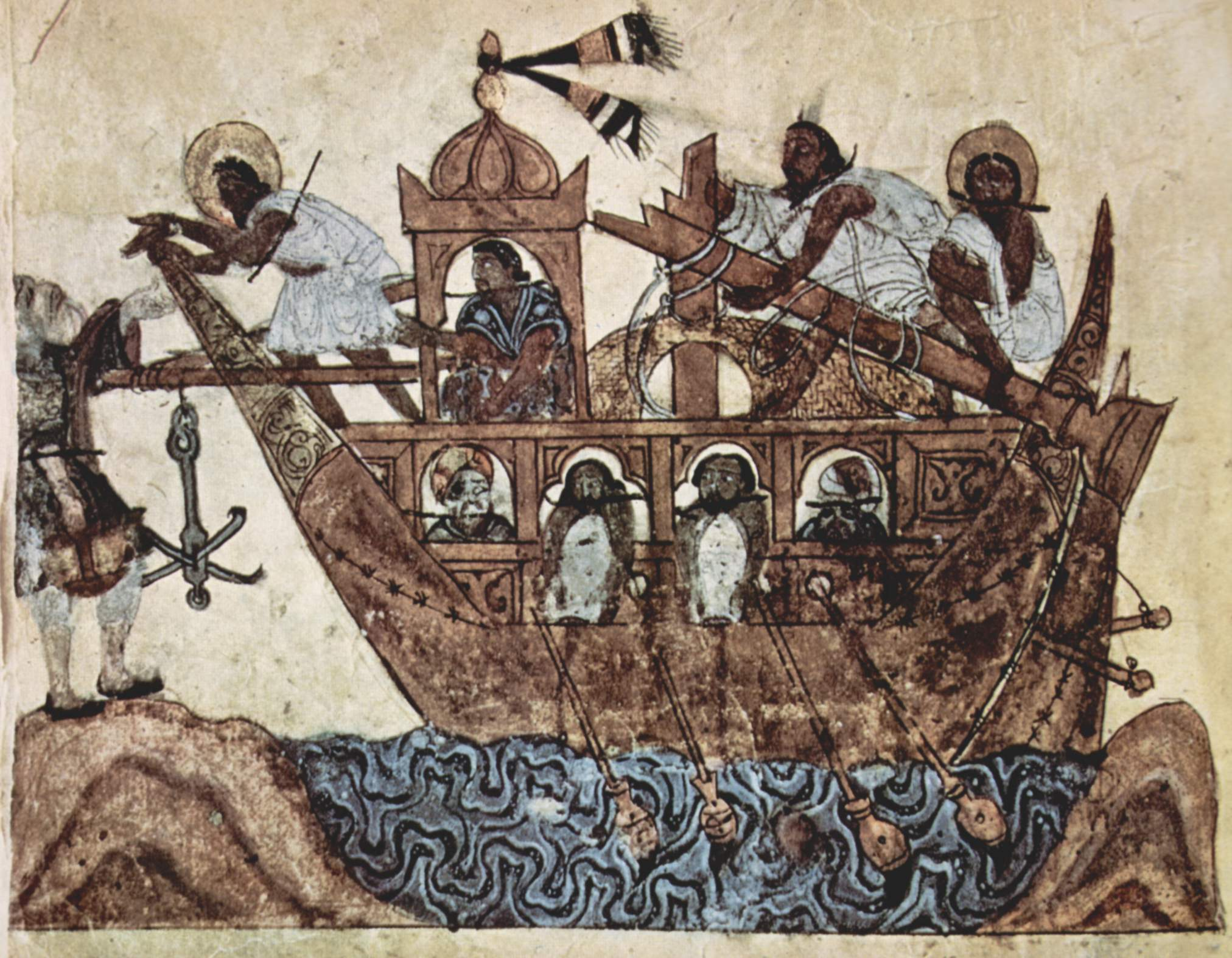
Dau arabo, c. 1230, di un pittore iracheno
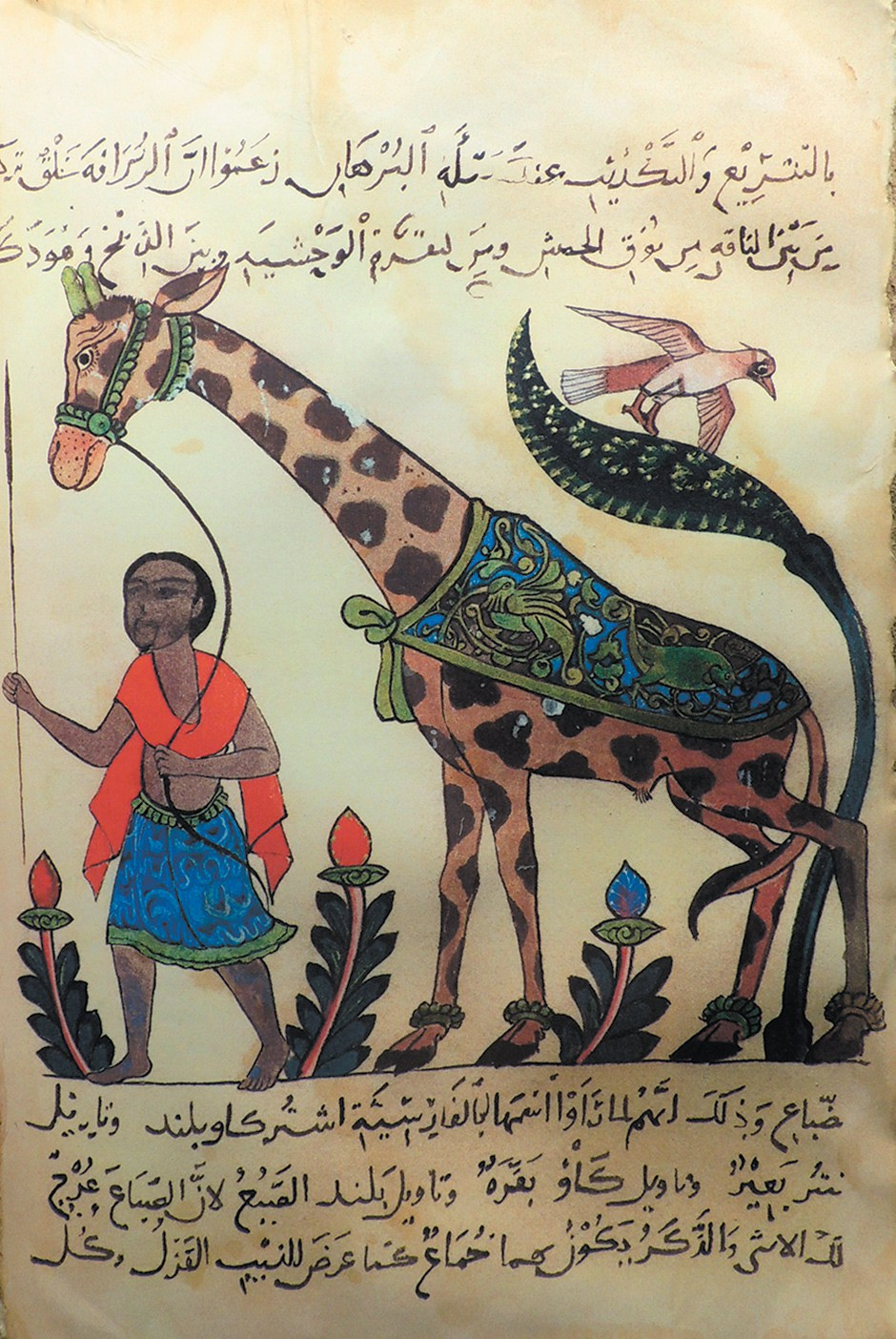
Una giraffa di Kitāb al-ḥayawān (Libro degli animali) di al-Jāḥiẓ
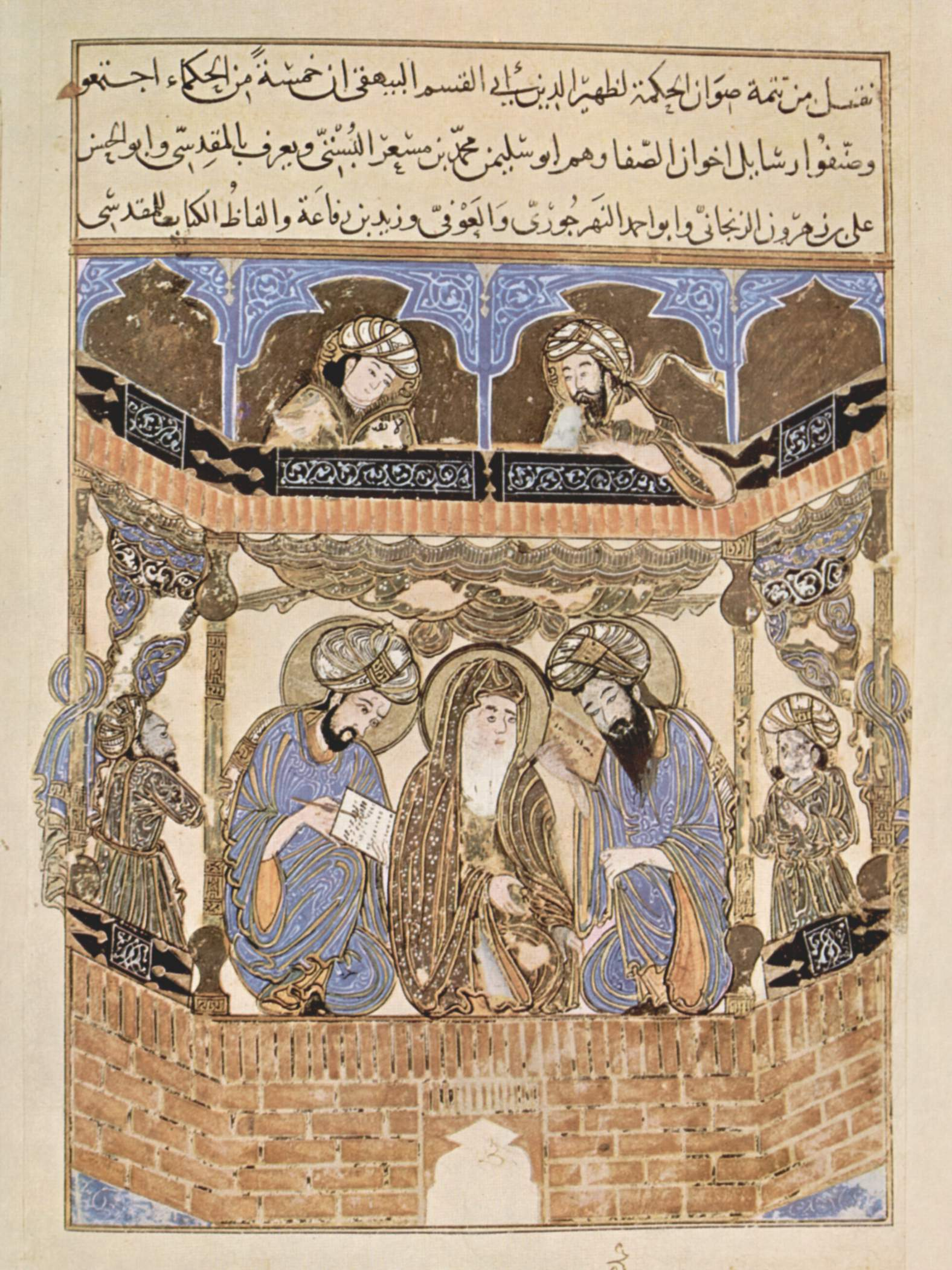
Miniatura araba del manoscritto del XII secolo che mostra i Fratelli della Purezza
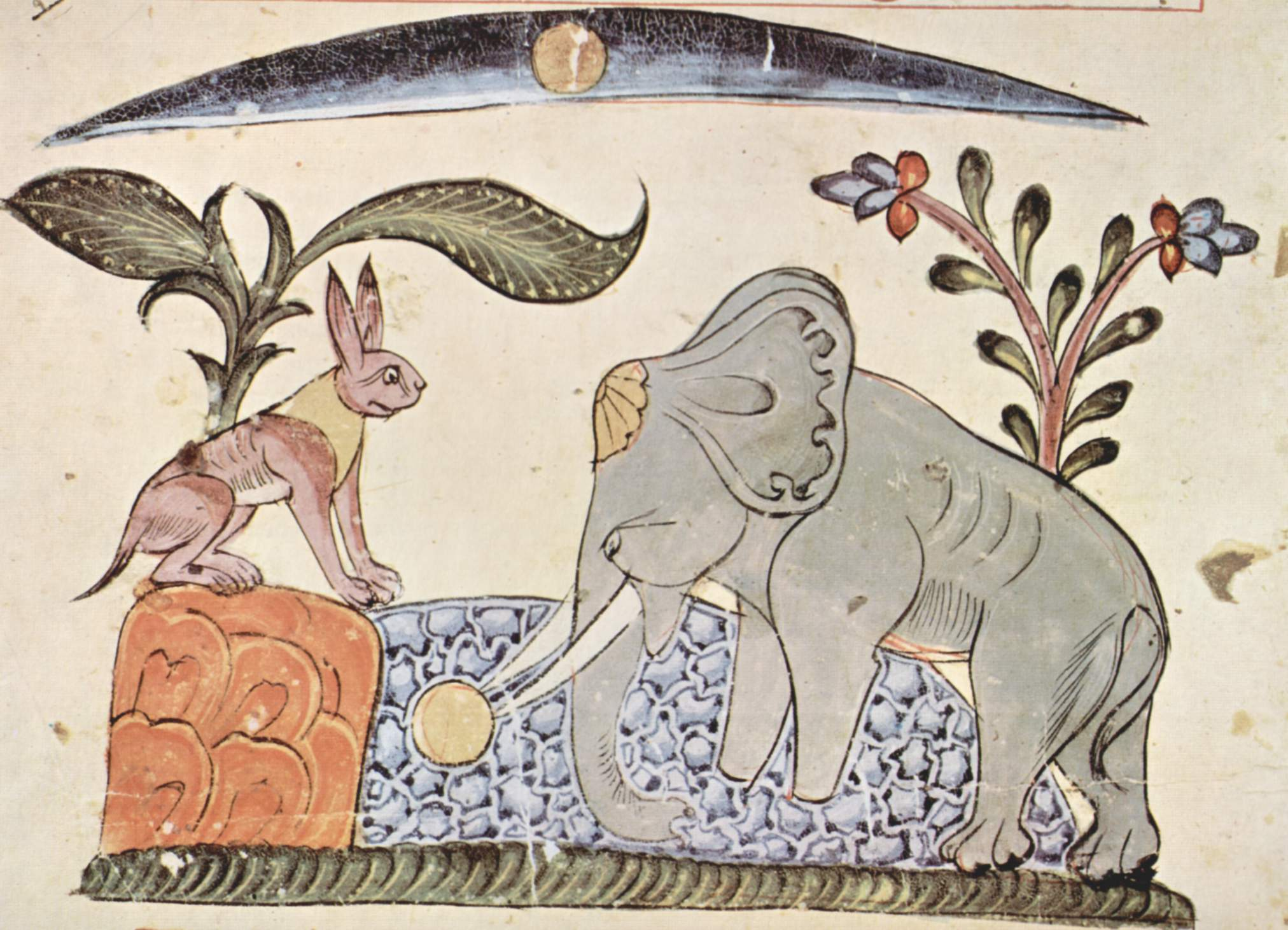
1310, miniatura siriana di Pañcatantra
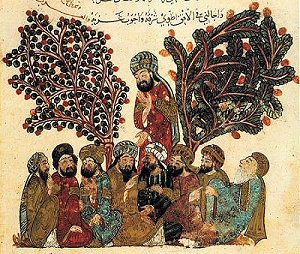
Maqāmāt di Badi' al-Zaman al-Hamadhani, IX secolo
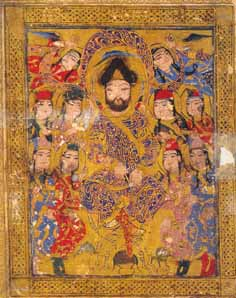
Frontespizio di un manoscritto di Kitab al-Aghani, opera di Abū l-Faraj al-Iṣfahānī
Maqāmāt di al-Hariri, opera di Yahya ibn Mahmud al-Wasiti
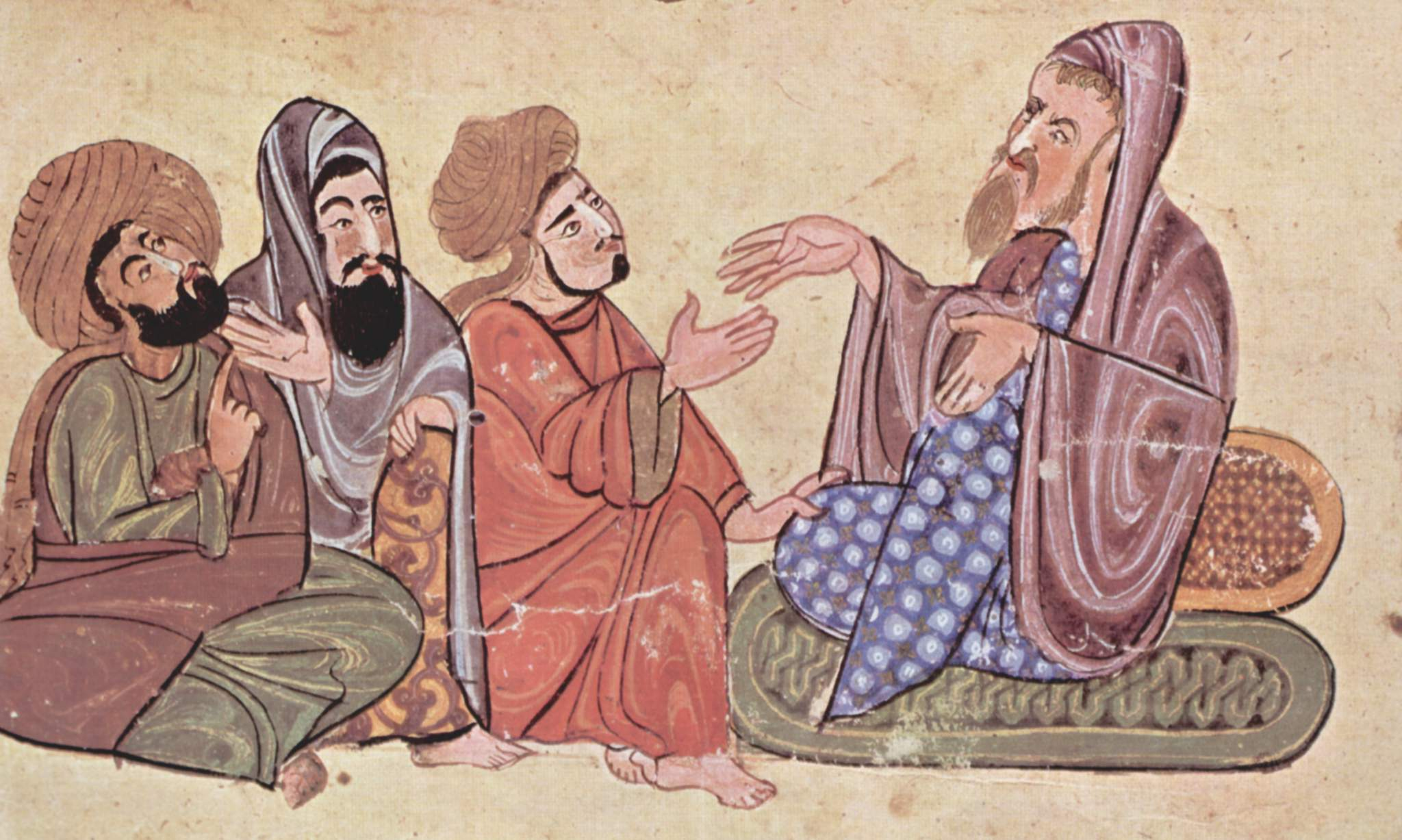
Kitāb mukhtār al-ḥikam di Al-Mubashshir ibn Fatik, manoscritto siriano intorno al 1250